# John Stanley Gardiner

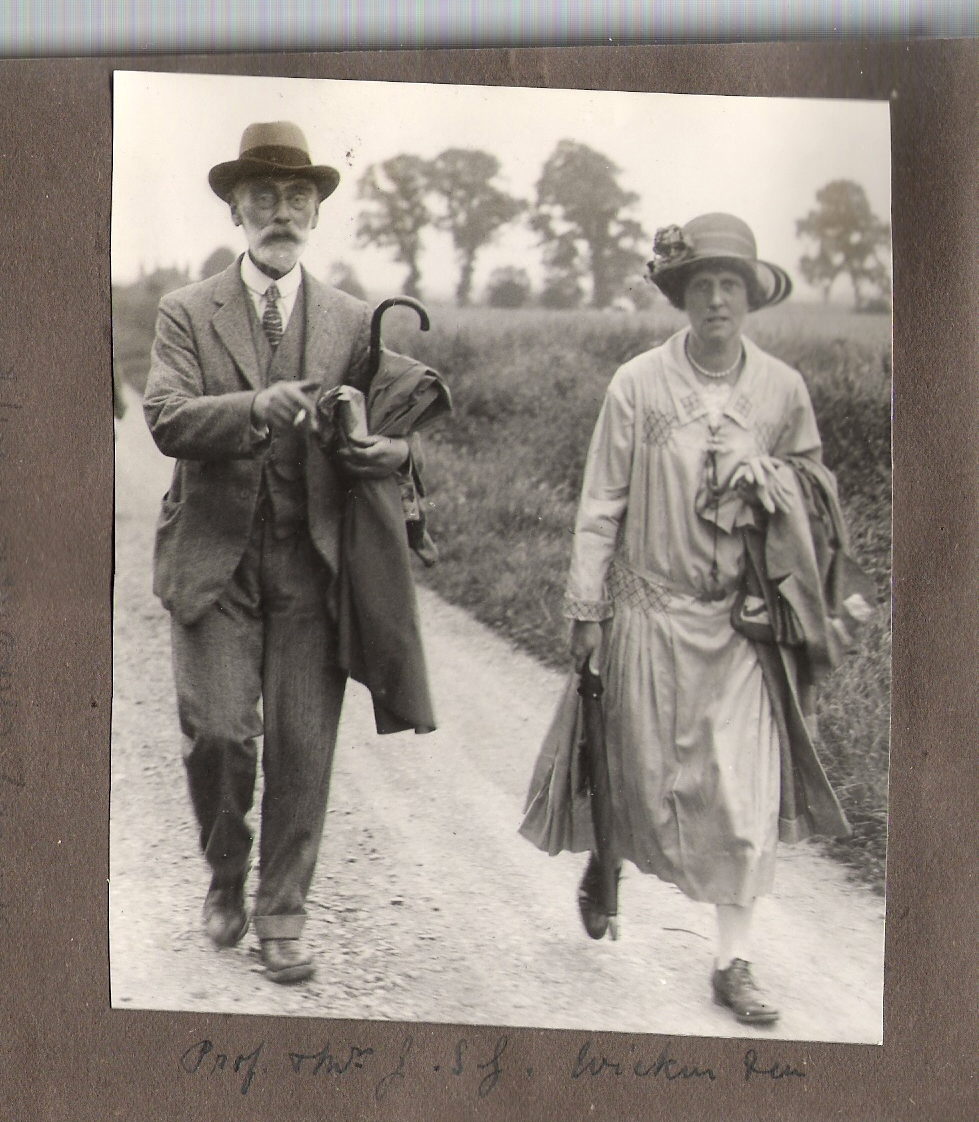
John Stanley Gardiner mit seiner zweiten Frau Edith in den 1930ern

John Stanley Gardiner (* 24. Januar 1872 in Belfast; † 28. Februar 1946) war ein britischer Zoologe und ein Pionier der Erforschung tropischer Korallenriffe.

## Leben und Wirken
John Stanley Gardiner interessierte sich für marine Biologie und nahm 1896 an einer Expedition der britischen Royal Society nach Funafuti im Pazifik teil. Im Anschluss forschte er viel an Themen, die mit Korallen zu tun hatten, speziell mit Steinkorallen und den Umweltfaktoren, die ihre Verbreitung beeinflussen. Zusätzlich zur Identifizierung neuer Arten und deren Taxonomie beschäftigte er sich auch mit ihrer Ernährungsweise und ihrem Wuchsverhalten.
Zwischen 1897 und 1909 organisierte und führte er drei größere Expeditionen in den Indischen und Pazifischen Ozean, darunter 1905 die Percy Sladen Trust Expedition in den Indischen Ozean. 1908 wurde er im Alter von nur 36 Jahren bereits in die Royal Society berufen.
Nach 1909 bis 1937 verhinderten seine Verpflichtungen als Professor für Zoologie und Vergleichende Anatomie an der University of Cambridge die persönliche Teilnahme an weiteren Expeditionen. Seine Arbeiten, Fragestellungen und Initiativen führten jedoch zu bedeutenden Expeditionen, wie der Expedition zum Great Barrier Reef 1928–1929 vor Australiens Ostküste, die vom britischen Meeresbiologen Charles Maurice Yonge geleitet wurde.

## Ehrungen
- Der auf den Seychellen heimische Ohrwurm Chaetospania gardineri wurde 1910 nach John Stanley Gardiner benannt.
- 1929 erhielt er die Alexander Agassiz Medal, einen US-amerikanischen Preis für Ozeanographie.
- 1936 wurde ihm die Linné-Medaille für verdiente Zoologen bzw. Botaniker verliehen.
- 1944 wurde ihm für wichtige Beiträge im Bereich der Biologie die Darwin-Medaille der Royal Society verliehen, „in Anerkennung seiner Arbeit über Korallenriffe und die dort lebenden Organismen“.